# ジェイムス下地
ジェイムス 下地（ジェイムス しもじ、James Shimoji、1965年7月15日 - ）は、日本の作曲家、編曲家、音楽プロデューサー。

## 経歴
北海道小樽市生まれ。日本大学芸術学部放送学科卒業。同期に高城剛、近藤サト。CMディレクターを志すが、下積みに耐えられないと判断して音楽プロデューサーに転向。ミスター・ミュージックに入社して多数のCM音楽に携わり、1990年代のCM黄金時代を過ごす。1994年に独立、有限会社リズムキング&カンパニーを設立。1999年、株式会社フリーアズアバード設立。

## 代表作

### CM音楽
- 「リクルート FromA to Z」（1991年）
- 「タケダ アリナミンVドリンク/宮沢りえ&シュワルツェネッガー」（1992年）
- 「出光 Uカード便利倍増計画/とんねるず」（1992年）
- 「日産・サニー 得したねキャンペーン/一色紗英」（1993年）
- 「サントリー ダイナミック それがあなたのいいところ/山口智子」（1994年）
- 「ネスカフェ ゴールドブレンド/宮本亜門・沖縄篇」（1994年）
- 「サントリー CCレモン」（1995年）
- 「TU-KA ツーカーズのテーマ/本木雅弘」（1996年）
- 「ペプシコーラ/ペプシマン」（1997年）
- 「JRA年間キャンペーン/木村拓哉」（1999年）
- 「SONY PlayStation サルゲッチュ」（1999年）
- 「グリコ BREO あっかんべー」（2005年）
- 「わかさ生活 ブルーベリーアイ ブルブルくん」（2006年）
- 「明治 アミノコラーゲン アミコラNo.1」（2007年）
- 「グリコ BREO 綺麗な息でアハハンハン/北川景子」（2007年）
- 「SO-NET光 アクトビラ/佐々木希」（2008年）
- 「ハウス ウコンの力/中居正広」（2009年）
- 「ヤクルト ミルミル」（2010年）
- 「味の素冷凍食品シリーズ/香取慎吾」（2010年）

### 楽曲提供
- 河内家菊水丸「カーキン音頭」（作詞・作曲：岩本恭明・柴田俊生・河内家菊水丸・ジェイムス下地：1991年）
- Wink「トゥインクル トゥインクル」（作詞：秋元康・1994年）
- とんねるず
  - 「おまえ百までわしゃ九十九まで」（全作曲・編曲・共同プロデュース・1995年）
  - 「シュワッチ!ウルトラマンゼアス」（作詞：じんましんや・1996年）
- 鹿賀丈史「孤独のバラード-ベンゼン星人のテーマ-」（作詞：秋元康・1996年）
- 山本譲二「美しい大地よ」（作詞：一倉宏・1996年）

### TV・DVD用音楽
- 「エデンの街 The Megalopolis EDEN」NHK（1990年）
- 「世にも奇妙な物語 SMAPの特別編『BLACK ROOM』」フジテレビ系（2000年）
- 「時間の国のアリス/深田恭子20歳記念ビデオ」OVA（2002年）
- 「SmaSTATION!!-3 スマアニメ」テレビ朝日系（2004年）
- 「銀河へキックオフ!!」NHK総合・NHK-BSP（2012年）
- 「Kis-My-Ft7 / LUCKY SEVEN!」OVA（2013年）
- 「香取慎吾 服バカ至福本 making DVD」OVA（2014年）
- 「火ノ丸相撲」（2018年）

### 映画音楽
- ウルトラマンゼアス（ウルトラマン生誕30周年記念映画、1996年）
- ウルトラマンゼアス2 超人大戦・光と影（1997年）
- PARTY7（2000年）
- いつか、そうで、あった、ような（Webドラマ、2002年）
- SURVIVE STYLE5+（2004年）
- REDLINE（2010年）
- HARBOR TALE（2011年）
- ルパン三世
  - LUPIN THE IIIRDシリーズ
    - LUPIN THE IIIRD 次元大介の墓標（2014年）
    - LUPIN THE IIIRD 血煙の石川五ェ門（2017年）
    - LUPIN THE IIIRD 峰不二子の嘘（2019年）
    - LUPIN THE IIIRD THE MOVIE 不死身の血族（2025年）

  - 次元大介（2023年）
- ファンシー（2020年）

### 配信アニメ音楽
- LUPIN THE IIIRD 銭形と2人のルパン（2025年）